# Pałkowski
Pałkowski, Palkowski Potok, Pałkowski Potok – potok, lewobrzeżny dopływ Grajcarka.
Potok płynie w Pieninach. Wypływa z wysokości 700 m n.p.m. spod głównej grani Małych Pienin, płynie w ogólnym kierunku północno-wschodnim i uchodzi do Grajcarka na wysokości 500 m n.p.m. Ma długość ok. 1,1 km. Średni jego spadek wynosi więc aż 18%, jest to więc bardzo bystry potok. Zasilany przez kilka mniejszych potoków.
Pałkowski Potok płynie dnem głębokiej doliny oddzielającej Górę Jarmuta (a właściwie jej drugi szczyt Czupranę, 717 m n.p.m.) i Klimontowską Przełęcz (696 m) od wzniesień Huściawa (818 m), Opalańczyk (711 m) i Ubocz (673 m). Jest to niezalesiony, trawiasty teren, na którym prowadzony jest kulturowy wypas. W dolnej części biegu potoku, na wschodnich zboczach Czuprany znajdują się pozostałości dawnej kopalni srebra, tzw. Bania w Jarmucie. Po drugiej stronie potoku, w gęstych zaroślach, zaledwie kilka metrów powyżej koryta potoku znajduje się druga sztolnia będąca pozostałością po kopalni, tzw. Wodna Bania. Potok na tym odcinku płynie przez głęboki i dziki jar zawalony głazami andezytu i piaskowca.
Cała zlewnia Palkowskiego znajduje się w miejscowości Szlachtowa w województwie małopolskim, w powiecie nowotarskim, w gminie miejsko-wiejskiej Szczawnica. Doliną Pałkowskiego prowadzi żółty szlak turystyczny ze Szlachtowej, przez turystyczne przejście graniczne pod Wysokim Wierchem do Wielkiego Lipnika na Słowacji. Od Szlachtowej do granicy 1 h 30 min.